# اسکپتیسیسم (گروه موسیقی)
اسکپتیسیسم (به انگلیسی: Skepticism) نام یک گروه موسیقی فیونرال دوم متال از کشور فنلاند است. این گروه در سال ۱۹۹۱ شکل گرفت و به عنوان یکی از پیشگامانِ این سبک از موسیقی در نظر گرفته می‌شوند.

## آلبوم‌ها
- Stormcrowfleet - ۱۹۹۵
- Lead and Aether - ۱۹۹۸
- Farmakon - ۲۰۰۳
- Alloy -۲۰۰۸